# Alex Hirsch
Alexander Robert Hirsch (Piedmont, California; 18 de junio de 1985) es un director, dibujante,  escritor, guionista gráfico, productor y actor de voz estadounidense. Es el creador de la serie de Disney XD Gravity Falls, en la que da voz a varios de sus personajes, como el tío Stan, Soos, el viejo McGucket y Bill Cipher.
Tiene cuatro hermanas, Jessica, Katrina, Lauren y su melliza, Ariel, a quien suele mencionar en sus entrevistas. 
En 2007 se graduó en el Instituto de Artes de California, donde conoció diferentes artistas y animadores que colaborarían con él a lo largo de su carrera.

## Carrera
Alex Hirsch comenzó como artista de guion gráfico y escritor para Las maravillosas desventuras de Flapjack, donde trabajó con –y se hizo amigo de– animadores como J. G. Quintel (que más tarde crearía Un Show Más) y Pendleton Ward (creador de Hora de aventura).
En el verano de 2006, trabajó en el estudio de animación Laika, lo que más tarde lo inspiró para crear la serie de animación que lo hizo famoso, Gravity Falls.
Más tarde pasó a ser el escritor, artista del guion gráfico y consultor creativo de Pecezuelos, que también desarrolló para televisión junto a Maxwell Atoms. 
Mientras trabajaba para Cartoon Network en la serie Las maravillosas desventuras de Flapjack, Mike Moon, ejecutivo de Disney Channel, le ofreció producir una serie para el canal tras haber visto uno de sus proyectos, así nació Gravity Falls. Los personajes principales de la serie están inspirados en miembros de la familia de Hirsch, y en las vacaciones que pasó con su hermana durante su infancia. La serie se estrenó en Estados Unidos el 15 de junio de 2012. Tras el éxito obtenido, el 29 de julio de 2013 se anunció la realización de una segunda temporada, estrenada el 1 de agosto de 2014.
Más tarde prestó su voz en la serie Phineas y Ferb, también de Disney Channel, y realizó varios cortometrajes sobre Gravity Falls, durante el descanso posterior a la primera temporada.
El 6 de enero de 2016, Variety reveló que Hirsch firmó un acuerdo de desarrollo con Fox Broadcasting Company para hacer una nueva serie de dibujos animados.

## Filmografía

### Televisión
| Año       | Título                                   | Productor | Guionista | Storyboard | Historia | Actor | Rol                                                    | Notas                                              |
| --------- | ---------------------------------------- | --------- | --------- | ---------- | -------- | ----- | ------------------------------------------------------ | -------------------------------------------------- |
| 2008–2009 | Las maravillosas desventuras de Flapjack | No        | Sí        | Sí         | No       | No    |                                                        |                                                    |
| 2010–2014 | Pecezuelos                               | No        | Sí        | Sí         | No       | Sí    | Clamantha Fumble Voces adicionales                     | También consultor creativo                         |
| 2012–2016 | Gravity Falls                            | Sí        | Sí        | Sí         | Sí       | Sí    | Stan Soos Viejo McGucket Bill Cipher Voces adicionales | Creador                                            |
| 2013      | Phineas y Ferb                           | No        | No        | No         | No       | Sí    | Oficial Concord                                        | Episodio: "Terrifying Tri-State Trilogy of Terror" |
| 2015      | Rick y Morty                             | No        | No        | No         | No       | Sí    | Toby Matthews                                          | Episodio: "Big Trouble in Little Sanchez"          |
| 2016      | Galaxia Wander                           | No        | No        | No         | No       | Sí    |                                                        | Episodio: "La historieta"                          |
| 2018      | Star vs. the Forces of Evil              | No        | No        | No         | No       | Sí    | Ben Fotino                                             | Episodio: "Cabina de amigos"                       |
| 2018      | We Bare Bears                            | No        | No        | No         | No       | Sí    | Internet Troll                                         | Episodio: "Charlie's Halloween Thing 2"            |
| 2019      | Big City Greens                          | No        | No        | No         | No       | Sí    | Wyatt                                                  | Episodio: "Caos en el parque"                      |
| 2020–2023 | The Owl House                            | No        | No        | No         | No       | Sí    | King Hooty Voces adicionales                           | Consultor creativo                                 |
| 2020      | Amphibia                                 | No        | No        | No         | No       | Sí    | The Curator Frog Soos                                  | Episodio: "Museo de cera"                          |
| 2021      | Kid Cosmic                               | No        | No        | No         | Sí       | No    |                                                        | 2 episodios                                        |
| 2021      | The Simpsons                             | No        | No        | No         | No       | Sí    | Bill Cipher                                            | Episodio "Bart's in Jail"                          |
| 2021      | Inside Job                               | Sí        | Sí        | No         | No       | Sí    | Grassy Noel Atkinson Voces adicionales                 |                                                    |

### Cine
| Año  | Título                            | Director | Productor | Guionista | Actor | Rol         | Notas                                     |
| ---- | --------------------------------- | -------- | --------- | --------- | ----- | ----------- | ----------------------------------------- |
| 2006 | Off the Wall                      | Sí       | Sí        | Sí        | Sí    | Wallby      | Corto                                     |
| 2006 | Imaginary Friend                  | Sí       | Sí        | Sí        | Sí    | Wally       | Corto                                     |
| 2018 | Spider-Man: Into the Spider-Verse | No       | No        | Sí        | No    |             | Contribuidor a la historia, sin acreditar |
| 2019 | The Angry Birds Movie 2           | No       | No        | No        | Sí    | Steve Eagle |                                           |
| 2021 | The Mitchells vs. the Machines    | No       | No        | No        | Sí    | Dirk        | Consultor creativo                        |

### Videojuegos
| Año  | Título                               | Rol               |
| ---- | ------------------------------------ | ----------------- |
| 2014 | Disney Infinity: Marvel Super Heroes | Voces adicionales |
| 2015 | Disney Infinity 3.0                  | Voces adicionales |